# Carl Theodor Ottmer

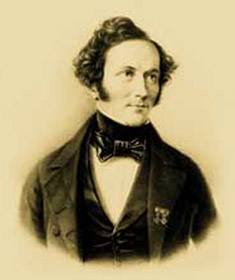
Carl Theodor Ottmer

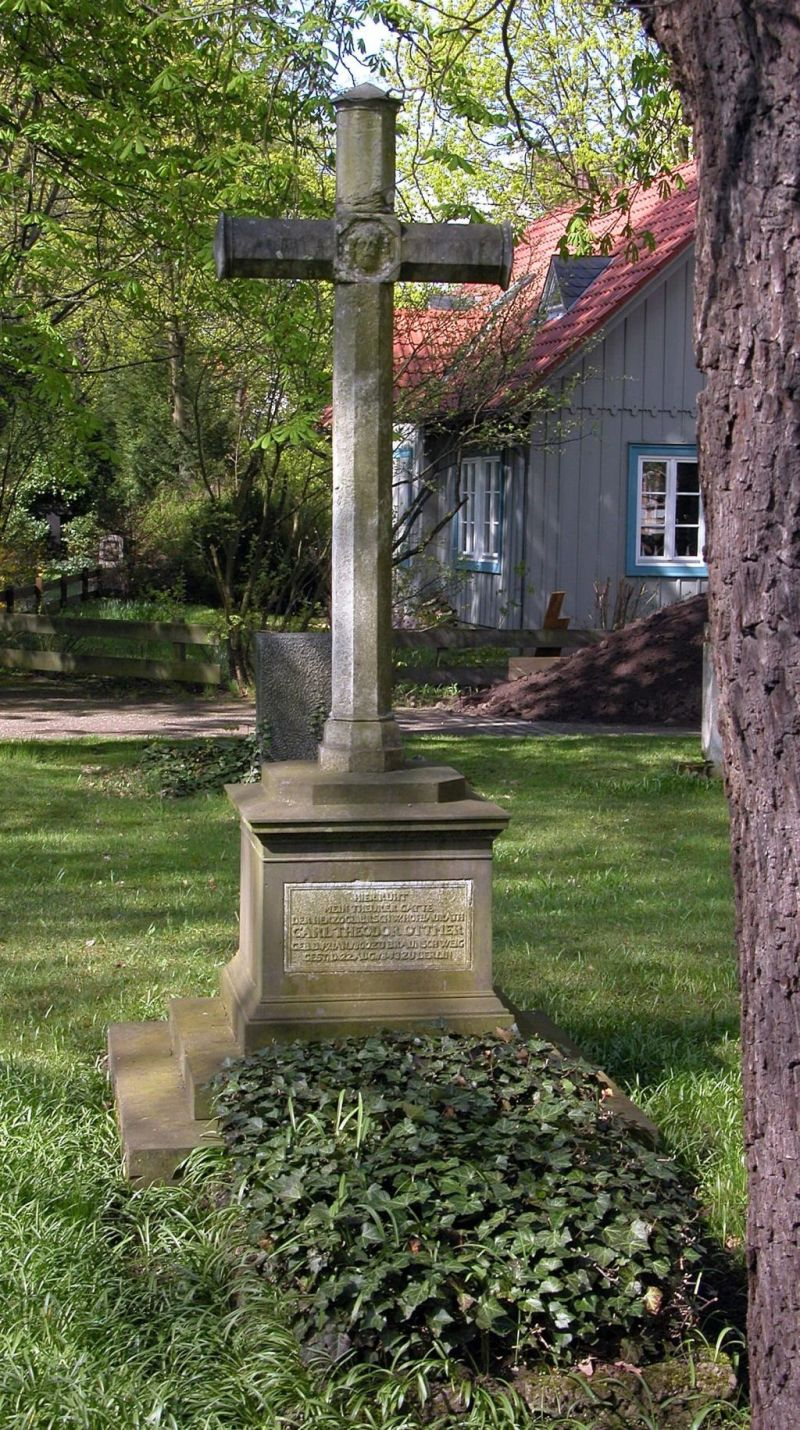
Ottmers Grab auf dem Domfriedhof in Braunschweig

Carl Theodor Ottmer (* 19. Januar 1800 in Braunschweig; † 22. August 1843 in Berlin) war ein deutscher Architekt und braunschweigischer Hofbaumeister, der durch Bauten in seiner Braunschweiger Heimat sowie in Berlin bekannt wurde.

## Leben
Carl Theodor Ottmer wuchs als Sohn des Chirurgen Johann Heinrich Gottfried Ottmer (1767–1814) und dessen zweiter Ehefrau Elisabeth Sophie Friederike geborene Geißler (1775–1826) in einem Medizinerhaushalt auf.

### Familie
Ottmers Vater stammte aus einer kinderreichen Gastwirtsfamilie aus Wolfenbüttel, der zunächst mit Friederike Elisabeth Louise, geborene Kreppenstedten verheiratet war. Diese war im Jahr 1796 kurz nach der Geburt des Sohnes Ludewig Joseph Jacob im Alter von 22 Jahren im Kindbett verstorben. 1797 heiratete Ottmers Vater seine zweite Frau, die ihm im Jahr 1798 eine Tochter Wilhelmine Juliane Elisabeth gebar. Kurz nach Carl Ottmers Geburt fiel im April des Jahres 1800 seine Schwester aus dem Fenster des elterlichen Hauses am Bohlweg und erlag ihren Verletzungen. Er bekam 1802 eine weitere Schwester Johanne Juliane Louise und 1808 einen Bruder Heinrich Eduard. Der Geologe und Mineraloge Julius Ottmer war sein Neffe. Insgesamt hatte die Familie sieben Kinder, die jüngste Tochter war die 1812 geborene Amalie Elisabeth. Ottmer war 14 Jahre alt, als sein Vater starb. Dieser hatte für ihn eine Laufbahn als Mediziner vorherbestimmt. Er entschied sich jedoch anders.

### Ausbildung
Ottmer begann zunächst 1816 seine Ausbildung am Collegium Carolinum und absolvierte eine Lehre am Herzoglich Braunschweigischen Baudepartement bei Baukommissar Johann Carl Kahnt, zunächst gemeinsam mit seinem späteren Schwager Friedrich Wilhelm Spehr. Gefördert und ausgebildet wurde er seit Herbst 1817 bis ins Jahr 1821 durch den leitenden Architekten Peter Joseph Krahe. Krahe nahm den Jungen zeitweise in die eigene Familie auf, so dass Ottmer eine umfassende Bildung erhielt und auch mit dem Theaterwesen in Berührung kam. Mit dessen Sohn Friedrich Maria Krahe verband ihn eine tiefe Freundschaft. Krahe ließ Ottmer beispielsweise an Bauprojekten wie den Torhäusern am Wendentor, den Gebäuden der Orangerie oder dem Bau eines Gutshauses in Halchter mitarbeiten. Nach Abschluss seiner Lehre im Jahr 1821 stellte er bei der Herzoglichen Kammer einen Antrag auf ein dreijähriges Reisestipendium. Ihm wurde eine Unterstützung für ein Jahr gewährt. So ging er 1822 zu weiteren Studien an die Berliner Bauakademie. Dort wurde er im Umfeld Karl Friedrich Schinkels ausgebildet, war jedoch nie sein direkter Schüler. Er war eng mit dem Leiter der Singakademie Carl Friedrich Zelter befreundet, auf dessen Initiative das Gebäude der Sing-Akademie zu Berlin am Kastanienwäldchen zurückgeht. In Berlin trat er mit ersten Projekten hervor, die ihm Anerkennung über die Grenzen Berlins hinaus einbrachten.

### Wirken
Ottmer war unter anderem als Sachverständiger für den Theaterbau seiner Zeit tätig und wurde beim Bau oder Umbau der Theater in Berlin (1824), Hamburg (1825), Leipzig (1826), Braunschweig (1826), Dresden (1828/1829), Meiningen (1830) und Wolfenbüttel (1835) hinzugezogen.
Ottmer war seit 1825 Mitglied des „Berlinischen Künstlervereins“. Er lehnte eine Berufung durch den preußischen König Friedrich Wilhelm III. zum Hofbaumeister in Berlin-Potsdam ab und reiste zwischen 1827 und 1829 nach Frankreich und durch Italien. Nach seiner Rückkehr heiratete Ottmer am 1. März 1829 Cäcilie Charlotte Clementine geborene Abich (* 1808; † nach 1866).
Bereits 1824 wurde er durch Herzog Karl II. von Braunschweig-Wolfenbüttel zum Hofbaumeister ernannt. Nach dem Brand des Braunschweiger Residenzschlosses im Jahre 1830 wurde er Hofbaurat in Braunschweig. In dieser Funktion entwarf er eine große Zahl von Verwaltungs- und Militärbauten (Kasernen), aber auch Repräsentationsarchitektur, wie das neue Residenzschloss, Verkehrsbauten (wie Bahnhofsgebäude) und Villenanlagen. Wie in der ersten Hälfte des 19. Jahrhunderts üblich, arbeitete er mit unterschiedlichen Baustilen, mit neugotischen Formen ebenso wie mit klassizistischen – je nach Bauaufgabe.
Für sein letztes Projekt, den zweiten Braunschweiger Bahnhof, konnte er nur noch die Entwürfe fertigstellen, bevor er im August 1843 nach schwerer Krankheit, zu deren Behandlung er 1843 nach Berlin zurückgekehrt war, starb. Das Gebäude wurde nach diesen (heute verschollenen) Plänen zwischen 1843 und 1845 ausgeführt.
Nach seinem Tod wurde Ottmer in seine Heimatstadt Braunschweig überführt und dort unter großer Anteilnahme der Bevölkerung auf dem Domfriedhof beigesetzt.

## Bauten und Projekte
- 1823–1824: Berlin, Königsstädtisches Theater am Alexanderplatz (in den 1920er Jahren abgebrochen)
- 1825–1827: Berlin, Sing-Akademie zu Berlin in Konkurrenz zu (nicht: nach Plänen von) Karl Friedrich Schinkel (heute: „Maxim-Gorki-Theater“)
- 1829–1831: Meiningen, Herzogliches Hoftheater (1908 durch Feuer zerstörter Vorgängerbau des heutigen Meininger Theaters)
- 1830–1838: Braunschweig, Residenzschloss Braunschweig (nach Kriegsbeschädigung und teilweisem Wiederaufbau 1960 abgebrochen, 2006/2007 Teilrekonstruktion der Fassade unter Verwendung von Spolien)
- 1835: Wolfenbüttel, Theater im alten Residenzschloss (1903 geschlossen, später zu Schulräumen umgenutzt)
- 1837–1838: Braunschweig, Alter Braunschweiger Bahnhof (nach Kriegszerstörung Anfang der 1960er Jahre bis auf den Kopfbau beseitigt)
- 1838–1841: Infanterie-Kaserne am Fallersleber Tor (in florentinischem Stil)[5]
- 1839: Villa von Bülow
- 1845–1851: Hasselfelde, Stadtkirche St. Antonius
- Braunschweig, Schloss Neurichmond (1901 abgebrochen)
- Braunschweig, Oelper Kirche
- diverse Villen in Braunschweig und Umgebung

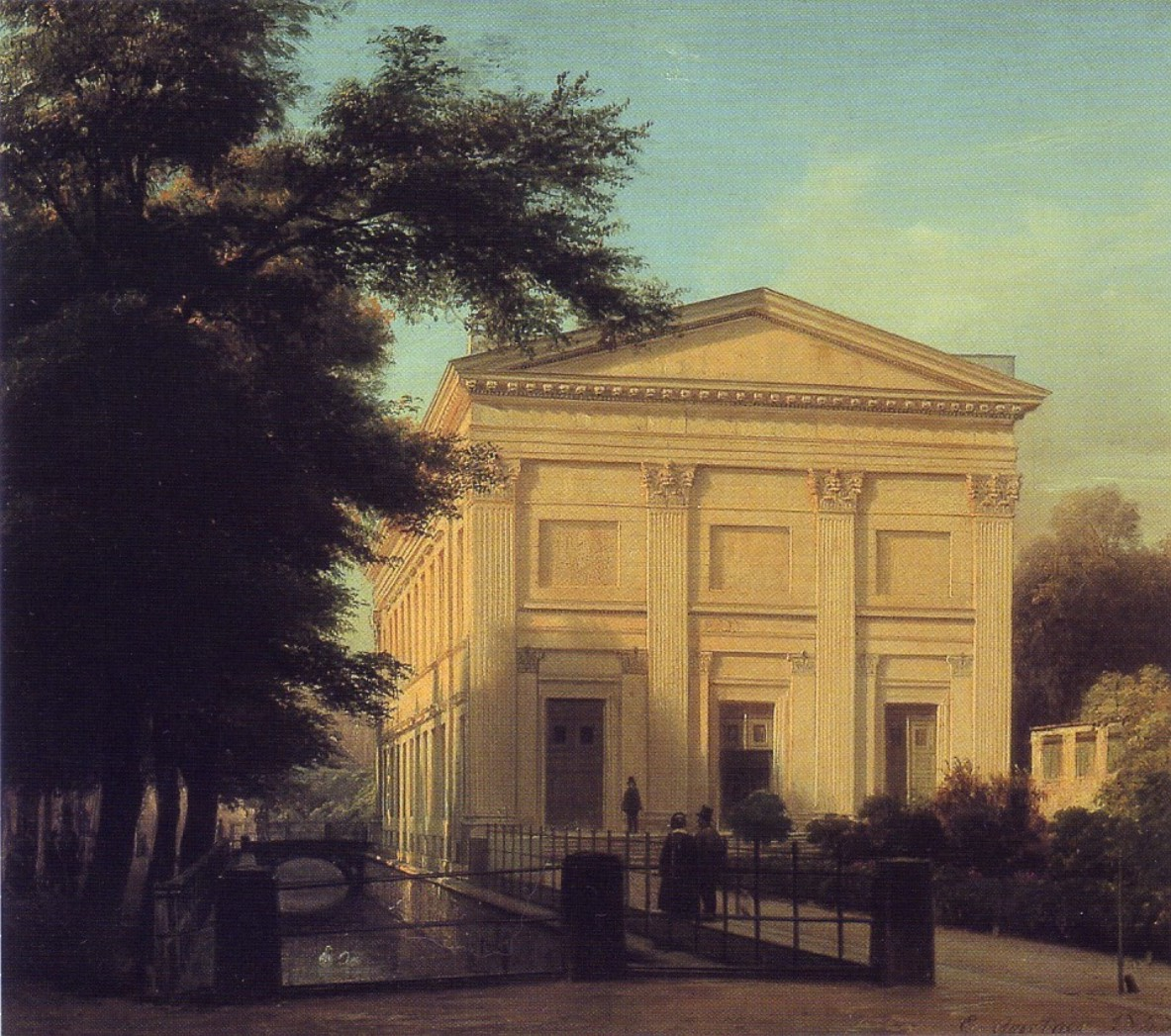
Sing-Akademie zu Berlin
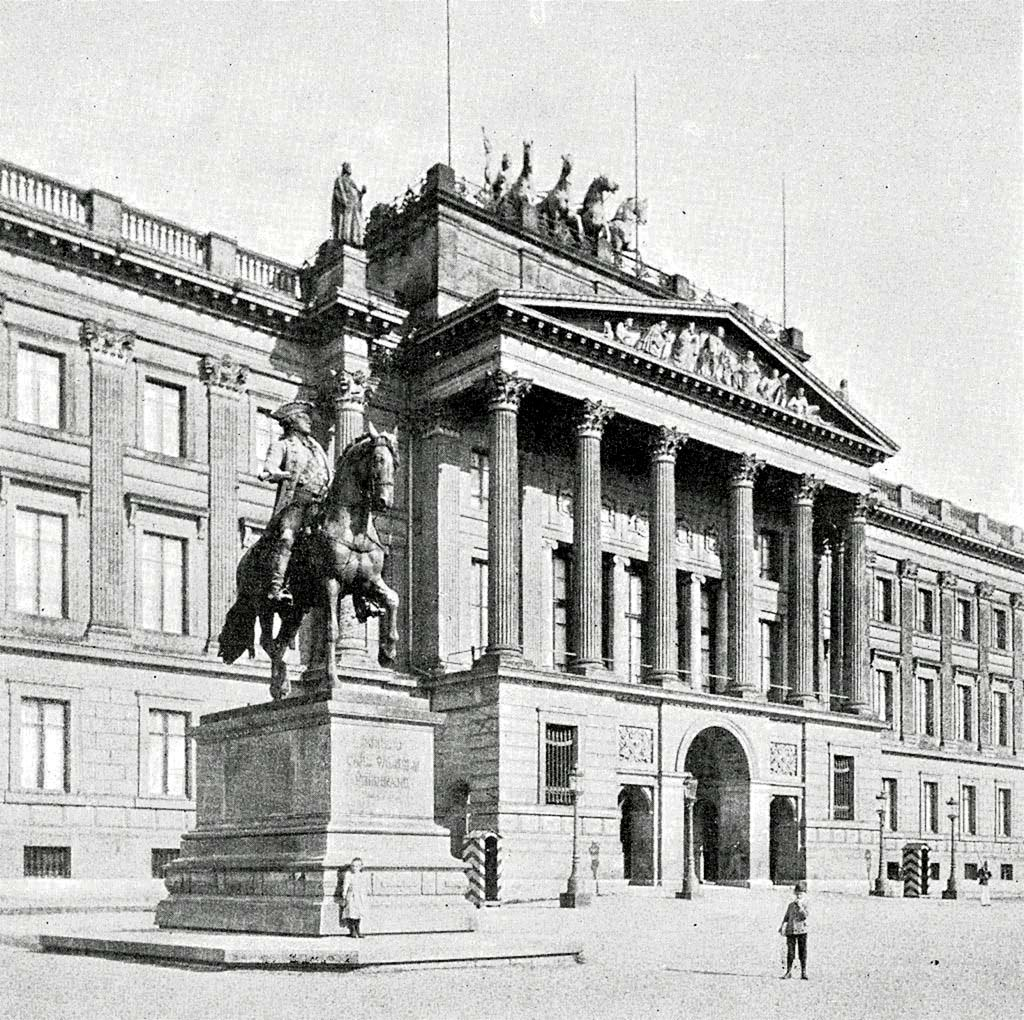
Residenzschloss Braunschweig
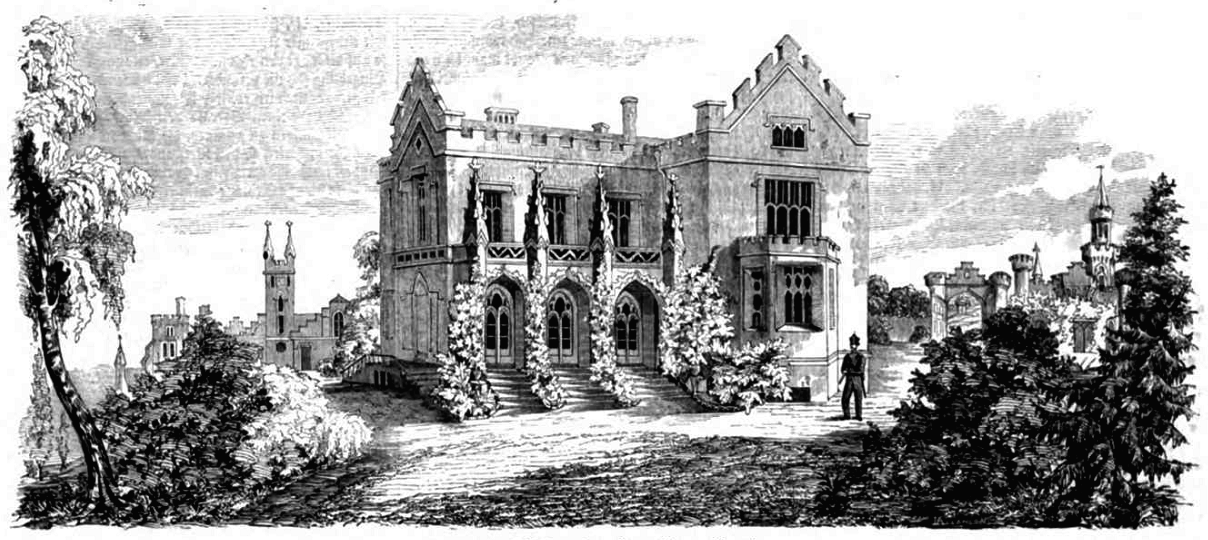
Herzogliche Villa bei Braunschweig
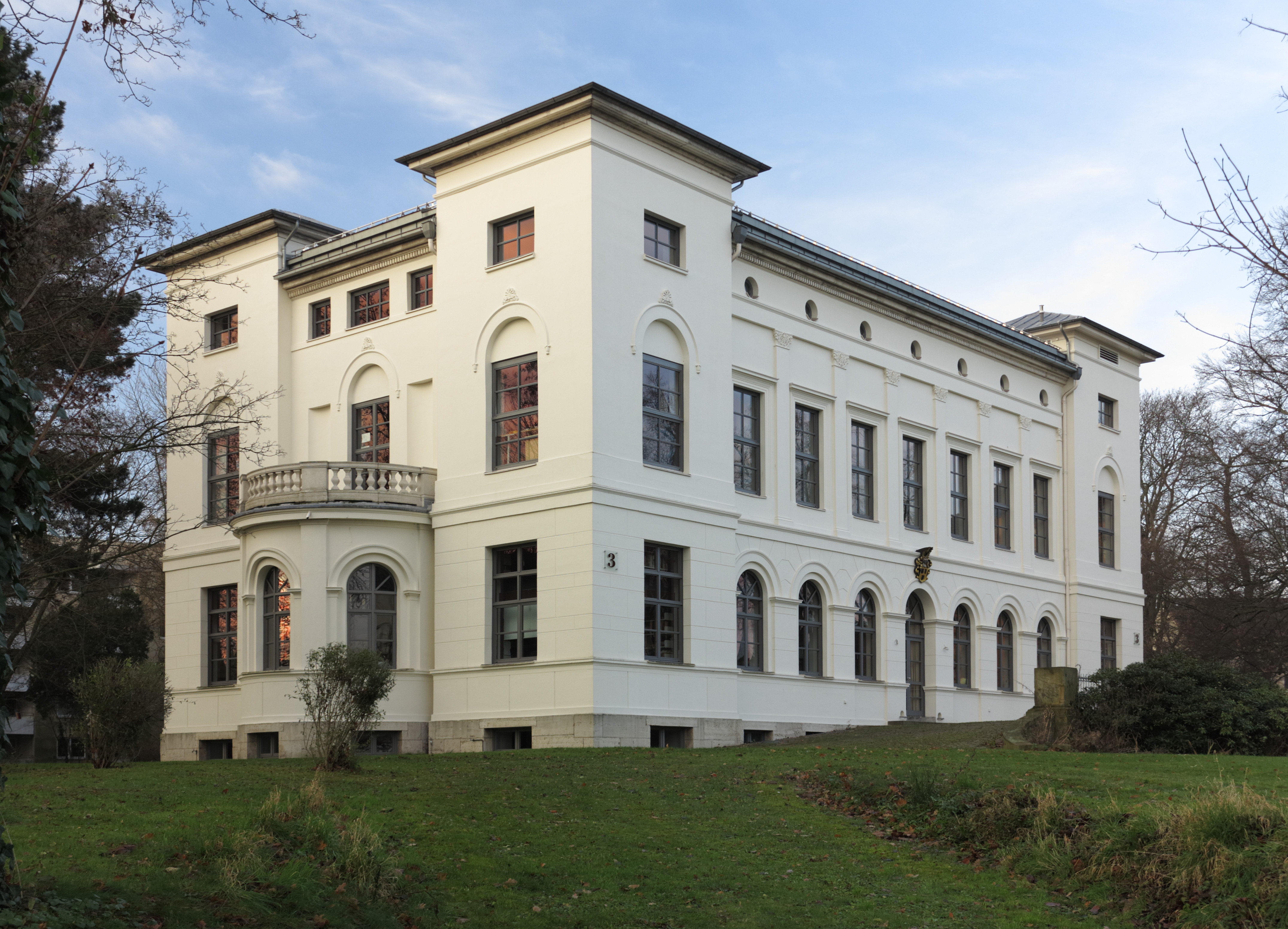
Villa von Bülow